# Pseudapis tadzhica
Pseudapis tadzhica là một loài Hymenoptera trong họ Halictidae. Loài này được Popov mô tả khoa học năm 1956.